# Jusqu'à la fin des temps (film, 2017)
Pour les articles homonymes, voir Jusqu'à la fin des temps.
Pour plus de détails, voir Fiche technique et Distribution.
Jusqu'à la fin des temps (إلى آخر الزمان, Ila akher ezaman) est une comédie dramatique romantique algérienne écrite et réalisée par Yasmine Chouikh et produite par MakingOf production.
Ce film a été présenté en décembre 2017 au Festival international du film de Dubaï (DIFF) et au Festival international du film des femmes du Caire ainsi qu'au Festival du cinéma du monde à Sherbrooke.
Il a remporté six prix dont deux grands prix, l'un au Festival d'Annaba du film méditerranéen et l'autre au Festival international du film de Mascate.

## Synopsis
A travers la relation entre deux personnages, un gardien du cimetière et fossoyeur d'une part, et une personne venue en ce cimetière, qui lui demande de préparer de son vivant ses funérailles, d'autre part, c'est la chronique (assez réjouissante) de la vie dans ce lieu,.

## Distribution
- Djillali Boudjemaa : Ali
- Jamila Arres : Joher
- Mohamed Takiret : Djelloul
- Imen Noel : Nassima
- Mohamed Benbakreti : imam
- Mehdi Moulay : Nabil

## Fiche technique
- Titre : Jusqu'à la fin des temps
- Titre original : إلى آخر الزمان (Ila akher ezaman)
- Titre anglais : Until the End of Time
- Réalisation : Yasmine Chouikh
- Scénario : Yamsmine Chouikh
- Photographie : Chemseddine Tozane
- Montage : Yamina Bachir
- Son : Hamid Bouziane
- Musique : Anis Benhallak, Gregory d’argent et El Walid Benayad  Cherif
- Bande Originale : Anis Benhallak
- Production : MAKING OF Productions
- Pays d'origine :  Algérie
- Langue originale : algérien
- Genre : comédie dramatique romantique
- Durée : 94 minutes
- Dates de sortie en salles :
  -  Émirats arabes unis : 11 décembre 2017 (Festival international du film de Dubaï)
  -  Algérie : mars 2018[3]

## Distinctions

### Récompenses
- Festival d'Annaba du film méditerranéen 2018 : Annab d'or[4].
- Festival international du film de Mascate 2018 : Khanjar d'or de la meilleure réalisation[5].
- Festival du film d'Oran 2018 : Grand prix[6]
- Festival international du film de femmes de Salé 2018 : Prix de la meilleure interprétation masculine pour Djilali Boudjemâa[7],[8].
- FESPACO 2019 : Prix du meilleur premier film.

### Sélections
- Le film fait partie de la sélection retenue pour les cinquante ans du Festival panafricain du cinéma et de la télévision de Ouagadougou[9].
- Le film est retenu pour représenter l'Algérie aux Oscars 2018[10]